# Тегнер, Эрик
Эрик Тегнер (дат. Erik Tegner; 29 октября 1896, Бангкок — 9 сентября 1965, Рединг) — датский теннисист. Участник летних Олимпийских игр 1920 и 1924 годов, победитель и серебряный призёр чемпионата мира на крытых кортах 1921 года.

## Биография
Эрик Тегнер родился 29 октября 1896 года в сиамском городе Бангкок (сейчас в Таиланде).
В 1902 году после развода родителей переехал вместе с матерью в Копенгаген.
Выступал в соревнованиях по теннису за копенгагенский Б-93. Шесть раз становился чемпионом Дании: четыре раза в парном разряде, по разу — в одиночном разряде и миксте.
В 1920 году участвовал в Уимблдонском турнире, где выбыл во втором круге одиночного разряда.
В том же году вошёл в состав сборной Дании на летних Олимпийских играх в Антверпене. В одиночном разряде в 1/16 финала проиграл Сэйитиро Касио из Японии — 3:6, 1:6, 2:6. В смешанном разряде вместе с Амори Хансен в 1/8 финала победили Анне де Борман и Жана Ваше из Бельгии — 4:6, 8:6, 6:3, в четвертьфинале выиграли у Лили Стрёмберг и Суне Мальмстрёма из Швеции — 0:6, 6:1, 6:2, в полуфинале проиграли Сюзанн Ленглен и Максу Декюжи из Франции — 0:6, 1:6, в матче за 3-4-е места уступили Миладе Скрбковой и Ладиславу Жемле из Чехословакии — 6:8, 4:6.
В 1920—1923 годах участвовал в чемпионатах мира на твёрдых кортах.
В 1921—1924 матчах выступал за сборную Дании в Кубке Дэвиса.
В 1921 году на чемпионате мира на крытых кортах в Копенгагене завоевал золотую медаль в смешанном разряде вместе с Эльзебет Брем и серебряную в парном разряде вместе с Паулем Хенриксеном.
В 1924 году вошёл в состав сборной Дании на летних Олимпийских играх в Париже. В одиночном разряде в 1/64 финала победил Аурела Келемена из Венгрии — 6:4, 6:1, 6:1, в 1/32 финала уступил Яку Нильсену из Норвегии — 7:5, 4:6, 4:6, 7:9. В парном разряде вместе с Айнером Ульрихом в 1/32 финала победили Мохаммеда Слима и Сидни Джейкоба из Индии — 6:3, 6:4, 4:6, 6:4, в 1/16 финала выиграли у Пабло Дебрана и Ханса Сиза из Швейцарии — 3:6, 6:0, 6:0, 6:1, в 1/8 финала проиграли Дику Уильямсу и Уотти Уошберну из США — 4:6, 4:6, 10:12. В смешанном разряде вместе с Эльзебет Брем в 1/16 финала проиграли Анне де Борман и Стефану Ало из Бельгии — 2:6, 4:6.
Умер 9 сентября 1965 года в британском городе Рединг.

## Семья
Жена — Хелен Агстериббе. Поженились в 1937 году.